# Дубватаун (Пенсилванија)
Дубватаун (енгл. Duboistown) град је у америчкој савезној држави Пенсилванија.

## Демографија
По попису из 2010. године број становника је 1.205, што је 75 (-5,9%) становника мање него 2000. године.
| Група             | 2000.         | 2010.         |
| Белци             | 1.262 (98,6%) | 1.180 (97,9%) |
| Афроамериканци    | 2 (0,2%)      | 1 (0,1%)      |
| Азијати           | 6 (0,5%)      | 5 (0,4%)      |
| Хиспаноамериканци | 1 (0,1%)      | 10 (0,8%)     |
| Укупно            | 1.280         | 1.205         |